# Altair (rumfartøj)
Altair er navnet på NASA's månelandingsmodul i Constellation-programmet. Det skal transportere de astronauter der skal til Månen. Ligesom dens forgænger, "Apollo Lunar Module", består Altair af to dele: opsendelsesdelen, der huser den fire mand store besætning, og landingsdelen, der har landingsbenene, hoveddelen af fødevarerne om bord, inklusiv ilt og vand, og videnskabeligt udstyr. Modsat Apollo-programmets månemodul skal Constellation-programmets Altair-månelandingsmodul kunne lande på månens poler, der er NASA's foretrukne sted at påbegynde opførelsen af en månebase.
Der er plads til fire astronauter i månelandingsmodulet. Det er planen at Altair skal opsendes med en Ares V raket og derefter, i lavt jordkredsløb, kobles sammen med Orion der skal bringe Altair til Månen. Astronauterne kan opholde sig i modulet i cirka en uge hvorefter det igen kobles sammen med Orion og rejser retur til Jorden. De første test af motorerne begyndte i 2006 og første besøg på Månen bliver muligvis i 2018.    

## Altair opsendelser
Det er endnu usikkert hvornår og hvordan Altair modulerne afsendes, nedenstående tabel er mulige tidspunkter. 
| Årstal | Navn     | Astronauter | Beskrivelse |
| ------ | -------- | ----------- | ----------- |
| 2018   | Altair 1 |             |             |
| 2019   | Altair 2 |             |             |
| 2019   | Altair 3 |             |             |
| 2020   | Altair 4 |             |             |